# Мар'янівська сільська рада (Овідіопольський район)
Мар'я́нівська сільська́ ра́да — колишня адміністративно-територіальна одиниця та орган місцевого самоврядування в Овідіопольському районі Одеської області. Адміністративний центр — село Мар'янівка.

## Загальні відомості
- Територія ради: 23,43 км²
- Населення ради: 969 осіб (станом на 2001 рік)
- Територією ради протікає річка Барабой

## Населені пункти
Сільській раді підпорядковані населені пункти:
- с. Мар'янівка

## Населення
За переписом населення України 2001 року в селі мешкало 970 осіб.

### Мова
Розподіл населення за рідною мовою за даними перепису 2001 року:
| Мова       | Відсоток |
| ---------- | -------- |
| українська | 79,88 %  |
| російська  | 15,17 %  |
| молдовська | 4,02 %   |
| білоруська | 0,21 %   |
| болгарська | 0,21 %   |
| гагаузька  | 0,21 %   |
| румунська  | 0,21 %   |
| польська   | 0,10 %   |

## Склад ради
Рада складалася з 16 депутатів та голови.
- Голова ради: Чебанова Наталя Миколаївна
- Секретар ради: Тихомирова Галина Олексіївна

### Керівний склад попередніх скликань
| Прізвище, ім'я, по батькові | Основні відомості                                                         | Дата обрання | Дата звільнення |
| --------------------------- | ------------------------------------------------------------------------- | ------------ | --------------- |
| Матюшенко Олена Миколаївна  | Сільський голова, 1970 року народження, член Народної партії              | 26.03.2006   | 31.10.2010      |
| Чебанова Наталя Миколаївна  | Сільський голова, 1959 року народження, освіта вища, член Партії регіонів | 31.10.2010   |                 |

Примітка: таблиця складена за даними сайту Верховної Ради України

### Депутати
За результатами місцевих виборів 2010 року депутатами ради стали:

#### За суб'єктами висування
| Суб'єкт висування | Кількість обраних депутатів | %    |
| ----------------- | --------------------------- | ---- |
| Партія регіонів   | 9                           | 56,3 |
| Самовисування     | 7                           | 43,8 |

#### За округами
| № округу        | Прізвище, ім'я, по батькові    | Дата визнання обраним | Освіта             | Партійна приналежність                        | Відомості про обраного депутата                            |
| --------------- | ------------------------------ | --------------------- | ------------------ | --------------------------------------------- | ---------------------------------------------------------- |
| Партія регіонів |                                |                       |                    |                                               |                                                            |
| 1               | Дрень Марія Миколаївна         | 01.11.2010            | середня спеціальна | член Партії регіонів                          | пенсіонер                                                  |
| 2               | Кас'ян Ніна Анатоліївна        | 01.11.2010            | вища               | член Партії регіонів                          | Мар'янівська загальноосвітня школа, завгосп                |
| 6               | Самочернов Олег Віталійович    | 01.11.2010            | вища               | позапартійний                                 | приватний підприємець                                      |
| 8               | Колесник Микола Миколайович    | 01.11.2010            | середня            | член Партії регіонів                          | ВАТ «Чорноморець», водій                                   |
| 9               | Тихомирова Галина Олексіївна   | 01.11.2010            | вища               | член Партії регіонів                          | домогосподарка                                             |
| 12              | Кочмарьов Віктор Миколайович   | 01.11.2010            | середня спеціальна | член Партії регіонів                          | ВАТ «Чорноморець», водій                                   |
| 13              | Кузнєцова Лідія Михайлівна     | 01.11.2010            | середня            | член Партії регіонів                          | пенсіонер                                                  |
| 14              | Немировська Ольга Романівна    | 15.11.2010            | середня спеціальна | член Партії регіонів                          | Овідіопольський територіальний центр, соціальний працівник |
| 16              | Русанова Надія Миколаївна      | 01.11.2010            | середня            | член Партії регіонів                          | домогосподарка                                             |
| Самовисування   |                                |                       |                    |                                               |                                                            |
| 3               | Семішан Ольга Антонівна        | 01.11.2010            | вища               | член Політичної партії «Фронт Змін»           | Мар'янівська сьльська рада, військово-обліковий стіл       |
| 4               | Сидор Надія Богданівна         | 01.11.2010            | вища               | член Політичної партії «Фронт Змін»           | Мар'янівська сьльська рада, землевпорядник                 |
| 5               | Семішан Сергій Якович          | 01.11.2010            | вища               | позапартійний                                 | Мар'янівська загальноосвітня школа, робітник               |
| 7               | Тєлєгін Олександр Фомич        | 01.11.2010            | вища               | позапартійний                                 | ВАТ «Чорноморець», механік                                 |
| 10              | Слесаревська Людмила Василівна | 01.11.2010            | вища               | член Всеукраїнського об'єднання «Батьківщина» | Мар'янівська загальноосвітня школа, вчитель                |
| 11              | Нейкович Любов Геннадіївна     | 01.11.2010            | вища               | член Всеукраїнського об'єднання «Батьківщина» | домогосподарка                                             |
| 15              | Гурська Галина Дмитрівна       | 01.11.2010            | середня            | член Всеукраїнського об'єднання «Батьківщина» | пенсіонер                                                  |